# Morti nel 1738
| Questa pagina contiene informazioni ricavate automaticamente dalle voci biografiche con l'ausilio del template Bio e di un bot. L'aggiornamento è periodico e automatico e ricostruisce completamente la pagina. Se manca una persona in questa lista, sei pregato di non aggiungerla, ma accertati piuttosto che la sua voce biografica contenga il template Bio e che i dati anagrafici siano correttamente compilati. Se il template Bio manca, inseriscilo tu stesso o, in alternativa, metti l'avviso {{tmp\|Bio}} che ne segnala la mancanza. Se i dati riportati sono sbagliati, correggi direttamente la voce biografica; le modifiche saranno visibili in questa lista entro pochi giorni. Per chiarimenti vedi il progetto biografie. La lista contiene solo le 90 persone che sono citate nell'enciclopedia e per le quali è stato implementato correttamente il template Bio. Pagina aggiornata al 18 ago 2025. |

## Gennaio(6)
- 6 gennaio - Jean-Baptiste Labat, religioso, botanico e esploratore francese (n. 1663)
- 11 gennaio - Samuel Humphreys, scrittore e traduttore inglese
- 17 gennaio - Bartolomeo Corte, medico italiano (n. 1666)
- 17 gennaio - Jean-François Dandrieu, musicista, organista e clavicembalista francese (n. 1682)
- 24 gennaio - Jean-François Melon, economista francese (n. 1675)
- 27 gennaio - Alessandro Marchesini, pittore italiano (n. 1663)

## Febbraio(8)
- 5 febbraio - Joseph Süß Oppenheimer, banchiere tedesco (n. 1692)
- 9 febbraio - Fabio degli Abati Olivieri, cardinale italiano (n. 1658)
- 9 febbraio - Beatrice Geronima di Lorena, nobile francese (n. 1662)
- 12 febbraio - James Sherard, farmacista, botanico e musicista britannico (n. 1666)
- 16 febbraio - Giovanni Vincenzo de Filippi, vescovo cattolico italiano (n. 1656)
- 23 febbraio - Philibert Papillon, abate e letterato francese (n. 1666)
- 24 febbraio - Antonio Maria Borromeo, vescovo cattolico italiano (n. 1666)
- 27 febbraio - Ranieri del Pace, pittore italiano (n. 1681)

## Marzo(6)
- 9 marzo - Lorenzo Maria Mariani, religioso, antiquario e genealogista italiano (n. 1664)
- 11 marzo - Domenico Marquardo di Löwenstein-Wertheim-Rochefort, nobile tedesco (n. 1690)
- 16 marzo - George Bähr, architetto tedesco (n. 1666)
- 25 marzo - Turlough O'Carolan, compositore e arpista irlandese (n. 1670)
- 26 marzo - Ippolito Francesco Albertini, medico e anatomista italiano (n. 1662)
- 30 marzo - Franz Anton von Sporck, letterato boemo (n. 1662)

## Aprile(3)
- 11 aprile - Johann Beringer, medico tedesco (n. 1667)
- 16 aprile - Jan Jacob de Graaf, organista olandese (n. 1672)
- 25 aprile - Giacomo Laderchi, storico italiano (n. 1678)

## Maggio(6)
- 1º maggio - Charles Howard, III conte di Carlisle, nobile e politico inglese (n. 1669)
- 3 maggio - Conrard-Albert d'Ursel, militare belga (n. 1665)
- 11 maggio - Dionisio Andrea Sancassani, medico e chirurgo italiano (n. 1659)
- 12 maggio - Carlo III Guglielmo di Baden-Durlach, nobile (n. 1679)
- 20 maggio - Kazimierz Leon Sapieha, nobile e generale polacco (n. 1697)
- 31 maggio - Giovanni Battista Cotta, presbitero e scrittore italiano (n. 1668)

## Giugno(9)
- 2 giugno - James FitzJames, II duca di Berwick, nobile, militare e ambasciatore spagnolo (n. 1696)
- 4 giugno - Naum Akimovič Senjavin, ammiraglio russo (n. 1680)
- 4 giugno - Maria Skerritt, nobildonna inglese (n. 1702)
- 6 giugno - Louis-Simon le Poupet de la Boularderie, militare francese (n. 1674)
- 7 giugno - Antoine Crozat, imprenditore francese (n. 1655)
- 11 giugno - Caspar Bartholin il Giovane, anatomista danese (n. 1655)
- 12 giugno - Luigi II Gonzaga di Luzzara, nobile italiano (n. 1672)
- 14 giugno - Federico di Nassau-Zuylestein, III conte di Rochford, nobile inglese (n. 1684)
- 21 giugno - Charles Townshend, II visconte Townshend, nobile britannico (n. 1674)

## Luglio(4)
- 8 luglio - Jean-Pierre Niceron, scrittore francese (n. 1685)
- 15 luglio - Antonio Maria Pacchioni, compositore italiano (n. 1654)
- 22 luglio - Wolfgang Hannibal von Schrattenbach, cardinale austriaco (n. 1660)
- 28 luglio - Enrico di Sassonia-Merseburg, duca (n. 1661)

## Agosto(7)
- 9 agosto - Pierre Drevet, incisore francese (n. 1663)
- 17 agosto - Francesco Barberini, cardinale e vescovo cattolico italiano (n. 1662)
- 24 agosto - Giuseppe Averani, giurista e naturalista italiano (n. 1662)
- 25 agosto - Elisabetta di Meclemburgo-Güstrow, nobildonna tedesca (n. 1668)
- 27 agosto - Francesco Saverio Baldinucci, storico dell'arte italiano (n. 1663)
- 29 agosto - Georg von Reutter, organista e compositore austriaco (n. 1656)
- 29 agosto - Carlotta d'Assia-Homburg, nobildonna (n. 1672)

## Settembre(4)
- 15 settembre - Claude-Thomas Dupuy, avvocato e funzionario francese (n. 1678)
- 23 settembre - Carlo Agostino Badia, compositore italiano (n. 1672)
- 23 settembre - Herman Boerhaave, medico, chimico e botanico olandese (n. 1668)
- 28 settembre - José Pereira de Lacerda, cardinale e vescovo cattolico portoghese (n. 1662)

## Ottobre(3)
- 1º ottobre - Christian Detlev Reventlow, diplomatico e militare danese (n. 1671)
- 5 ottobre - Antonio Amorosi, pittore italiano (n. 1660)
- 27 ottobre - Thomas Forster, politico e militare inglese (n. 1683)

## Novembre(3)
- 1º novembre - Luigi De La Forest, pittore francese
- 3 novembre - Gualtiero Francesco Saverio di Dietrichstein, nobile boemo (n. 1664)
- 23 novembre - Luigi Ottone di Salm, conte (n. 1674)

## Dicembre(5)
- 2 dicembre - Carlo Antonio Tavella, pittore italiano (n. 1668)
- 4 dicembre - Sebastiano Cipriani, architetto italiano
- 9 dicembre - Ferdinando Maria Innocenzo di Baviera, principe e generale tedesco (n. 1699)
- 11 dicembre - Johann Rudolf Byss, pittore svizzero (n. 1660)
- 22 dicembre - Jean-Joseph Mouret, compositore francese (n. 1682)

## Senza giorno specificato(26)
- Gottlieb Siegfried Bayer, filologo, storico e orientalista tedesco (n. 1694)
- Jean-Daniel Braun, flautista e compositore francese
- Matthias Braun, scultore austriaco (n. 1684)
- Charles Bridgeman, architetto del paesaggio inglese (n. 1690)
- Felice Cappelletti, pittore italiano (n. 1656)
- Romano Carapecchia, architetto italiano (n. 1666)
- Edmund Culpeper, incisore e ottico inglese (n. 1660)
- Peter Eggebrecht, ceramista tedesco (n. 1680)
- Bernardino Fergioni, pittore e incisore italiano (n. 1674)
- Philip Frowde, poeta e drammaturgo inglese
- Yvo Gaukes, medico tedesco (n. 1660)
- Gürcü İsmail Pascià, politico e militare ottomano
- Hatice Sultan, principessa ottomana (n. 1710)
- Hussain Hotak, sovrano afghano
- Li Wei, politico e funzionario cinese (n. 1687)
- Benoît de Maillet, diplomatico francese (n. 1656)
- Maria Teresa di Monaco, religiosa monegasca (n. 1662)
- João Nunes de Abreu, pittore portoghese
- Giulio Sacchi, vescovo cattolico italiano (n. 1675)
- Francisco de Sánchez de la Barreda, avvocato spagnolo
- Giacomo Giacinto Serry, teologo francese (n. 1659)
- George Sorocold, ingegnere inglese (n. 1668)
- Giuseppe Tortelli, pittore italiano (n. 1662)
- Francesco Trivellini, pittore italiano (n. 1660)
- Gio Enrico Vaymer, pittore italiano (n. 1665)
- Claude de Beauharnais, nobile francese (n. 1680)